# Quận Huerfano, Colorado
Quận Huerfano là một trong số 64 quận của tiểu bang Colorado của Hoa Kỳ. Quận này được đặt tên theo Butte Huerfano, người dân địa phương. Dân số của quận đạt mức 7862 người theo cuộc điều tra dân số Hoa Kỳ năm 2000 2. Quận lỵ là Walsenburg6. 

## Địa lý
Theo Cục điều tra dân số Hoa Kỳ, quận có tổng diện tích là 1.593 dặm vuông (4.126 km ²), trong đó 1.591 dặm vuông (4.120 km ²) là đất và 2 dặm vuông (6 km ²) (0,15%) là nước trên Heurfano Mesa.

## Các quận lân cận
- Quận Pueblo - phía đông bắc
- Quận Las Animas - phía đông nam
- Quận Costilla - phía tây nam
- Quận Alamosa - phía tây
- Quận Custer - phía tây bắc
- Quận Saguache - phía tây bắc